# Komîșanka, Nedrîhailiv
Komîșanka (în ucraineană Комишанка) este un sat în comuna Zelenkivka din raionul Nedrîhailiv, regiunea Sumî, Ucraina.

## Demografie
Componența lingvistică a localității Komîșanka
     Ucraineană (96,28%)
     Rusă (3,31%)
Conform recensământului din 2001, majoritatea populației localității Komîșanka era vorbitoare de ucraineană (96,28%), existând în minoritate și vorbitori de rusă (3,31%).